# Rumba (webbplats)
Rumba är en finländsk webbplats för pop- och rockmusik som ägs av Pop Media. Rumba grundades 1983 och utkom som tidskrift åren 1983–2019.

## Historia
Tidskriften Rumba grundades hösten 1983 av Rami Kuusinen och Kimmo Miettinen tillsammans med Kari Kivelä och Virve Vallin. Förebild för tidningen var brittiska New Musical Express.
Det sista numret av Rumba gavs ut 24 maj 2019. Totalt gavs tidningen ut i 678 nummer över 36 år.